# HD 108799
HD 108799，又名BD-12 3647，SAO 157326、HR 4758，是一颗恒星，视星等为6.35，位于銀經294.98，銀緯49.15，其B1900.0坐标为赤經12h 24m 55.4s，赤緯-12° 49.15′ 21″。